# Comando Sul (Israel)
O Comando Sul (em hebraico:  פיקוד דרום; transl.: Pikud Darom), frequentemente abreviado para Padam (פד"מ), é um comando regional das Forças de Defesa de Israel (FDI). É responsável pelo Negev, Arava e Eilat. Atualmente é chefiado por Yaron Finkelman.

## História
Durante muitos anos, o Comando Sul foi encarregado de defender o Negev e garantir a segurança da fronteira do Egito na Península do Sinai. O Comando Sul liderou as tropas das FDI em cinco guerras contra o Egito: a Guerra Árabe-Israelense de 1948, a Guerra de Suez, a Guerra dos Seis Dias, a Guerra de Atrito e a Guerra do Yom Kippur. Esta elevada actividade operacional e o seu elevado custo resultaram na substituição bastante rápida dos Alufs do Comando Sul (ACS). As substituições mais famosas ocorreram em 1973, durante a Guerra do Yom Kippur quando Shmuel Gonen foi suspenso como ACS devido a repetidas disputas com Ariel Sharon, que era o ACS anterior. O governo nomeou Haim Bar-Lev, que era o ex- Chefe do Estado-Maior Geral, como o novo ACS em uma diretriz de emergência. Após o tratado de paz Egito-Israel, a frente sul permaneceu quieta e a maior parte da atividade centrou-se na proteção das fronteiras contra contrabandistas e na segurança fluida sobre a Faixa de Gaza.
Durante a Segunda Intifada, o Comando foi encarregado dos esforços antiterroristas. A Faixa de Gaza, um dos locais mais densamente povoados do mundo, era conhecida como reduto de grupos extremistas como o Hamas e a Jihad Islâmica, que se envolviam na violência política palestina. A produção local e a proliferação de armas leves antitanque por esses grupos tornaram perigosas as viagens em veículos com blindagem leve.
A partir de 2004, os combates em Gaza tornaram-se especialmente intensos e, por parte das FDI, incluíram assassinatos seletivos, pequenas expedições blindadas e esforços para localizar e destruir os túneis de contrabando usados por grupos militantes palestinos para obter armas.
Durante 2005, o Comando Sul esteve envolvido no plano unilateral de retirada de Gaza, iniciado por Ariel Sharon (Primeiro Ministro de Israel, 2001–2006), que implicou principalmente a remoção de todos os assentamentos israelenses da Faixa de Gaza e de volta ao lado israelense da Linha Verde. O Comando re-situou-se a norte da cerca de Gaza, enquanto a Rota Philadelphi foi dada ao Egipto, o que não impediu, no entanto, o movimento de milhares de palestinianos entre a Faixa de Gaza e o Sinai através da cidade de Rafá. Desde 2006, as tentativas de infiltração em Israel para realizar atentados suicidas e o lançamento de foguetes Qassam, especialmente pela Jihad Islâmica e pelos Comités de Resistência Popular, continuam em curso e é o foco central do Comando Sul.

## Unidades
- Comando Sul em Bersebá
  - 80ª Divisão "Edom" (Territorial)

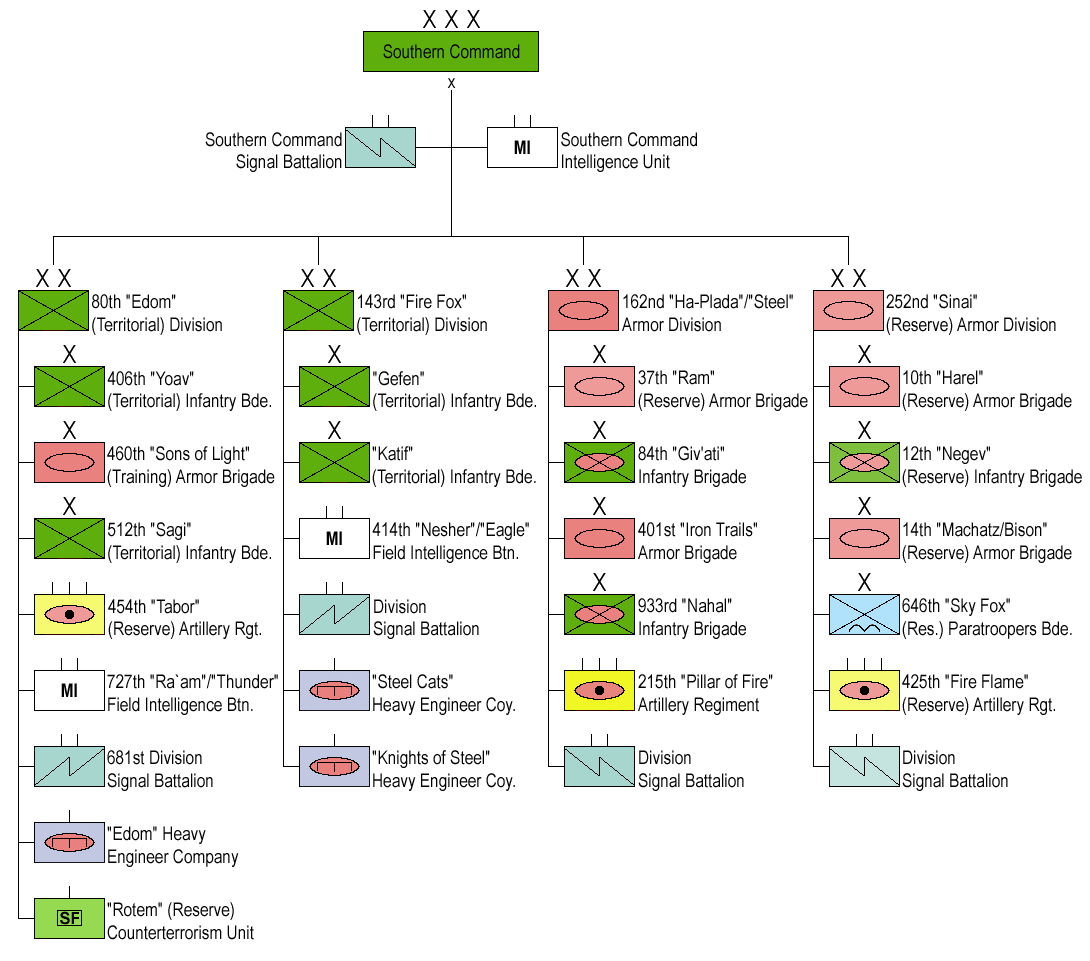
Estrutura do Comando Sul.

  - 143ª Divisão "Raposa-de-fogo" (Territorial) (antiga Divisão Gaza)
  - 162ª Divisão Blindada "Ha-Plada"/"Aço"
  - 252ª Divisão Blindada "Sinai" (Reserva)
  - 5005ª Unidade de Apoio Logístico do "Comando Sul" (Sudoeste)
  - 5006ª Unidade de Apoio Logístico do "Comando Sul" (Sudeste)
  - Batalhão de Sinalização do Comando Sul
  - Unidade de Engenharia do Comando Sul
  - Unidade de Inteligência do Comando Sul
  - Unidade de Polícia Militar do Comando Sul
  - Unidade Médica do Comando Sul
  - 653º Centro de Manutenção

## Comandantes
| Nome              | Datas                                      | Imagem | Notas                                                                           | Ref   |
| ----------------- | ------------------------------------------ | ------ | ------------------------------------------------------------------------------- | ----- |
| Yigal Allon       | 1948–1949                                  |        |                                                                                 |       |
| Yitzhak Rabin     | 1949                                       |        | Comandante interino                                                             |       |
| Moshe Dayan       | Outubro de 1949 – Outubro de 1951          |        |                                                                                 |       |
| Moshe Tzadok      | Outubro de 1951 – Janeiro de 1954          |        |                                                                                 |       |
| Yaakov Peri       | 1954                                       |        | Comandante interino                                                             |       |
| Zvi Gilat         | 1955                                       |        |                                                                                 |       |
| Meir Amit         | Novembro de 1955 – Agosto de 1956          |        |                                                                                 |       |
| Asaf Simhoni      | Agosto –Novembro de 1956                   |        | Comandante interino na Operação Kadesh                                          |       |
| Haim Laskov       | Novembro 1956 – Janeiro de 1958            |        |                                                                                 |       |
| Chaim Herzog      | Janeiro –Julho de 1958                     |        |                                                                                 |       |
| Avraham Yoffe     | Julho de 1958 – Maio de 1962               |        |                                                                                 |       |
| Zvi Zamir         | Maio de 1962 – Dezembro de 1965            |        |                                                                                 |       |
| Yeshayahu Gavish  | Dezembro de 1965 – Dezembro de 1969        |        |                                                                                 |       |
| Ariel Sharon      | Dezembro de 1969 – Julho de 1973           |        |                                                                                 |       |
| Shmuel Gonen      | Julho –Novembro de 1973                    |        |                                                                                 |       |
| Haim Bar-Lev      | Outubro de 1973                            |        | Como ex-Chefe do Estado-Maior, assumiu o comando durante a Guerra do Yom Kippur |       |
| Israel Tal        | Novembro de 1973 – Janeiro de 1974         |        |                                                                                 |       |
| Avraham Adan      | Janeiro –Julho de 1974                     |        |                                                                                 |       |
| Yekutiel Adam     | Julho de 1974 – Março de 1976              |        |                                                                                 |       |
| Herzl Shafir      | Março de 1976 – Fevereiro de 1978          |        |                                                                                 |       |
| Dan Shomron       | Fevereiro de 1978 – Janeiro de 1982        |        |                                                                                 |       |
| Chaim Erez        | Janeiro de 1982 – Outubro de 1983          |        |                                                                                 |       |
| Moshe Bar-Kochva  | Outubro de 1983 – Fevereiro de 1986        |        |                                                                                 |       |
| Uri Sagi          | Fevereiro – Agosto de 1986                 |        |                                                                                 |       |
| Yitzhak Mordechai | Agosto de 1986 – 1989                      |        |                                                                                 |       |
| Matan Vilnai      | 1989 – Novembro 1994                       |        |                                                                                 |       |
| Shaul Mofaz       | Novembro 1994 – 1996                       |        |                                                                                 |       |
| Shlomo Yanai      | 1996 – Setembro de 1997                    |        |                                                                                 |       |
| Yom-Tov Samia     | Setembro de 1997 – 2000                    |        |                                                                                 |       |
| Doron Almog       | 2000 – Julho de 2003                       |        |                                                                                 |       |
| Dan Harel         | Julho de 2003 – Outubro de 2005            |        |                                                                                 |       |
| Yoav Gallant      | Outubro de 2005 – Outubro de 2010          |        |                                                                                 |       |
| Tal Rousso        | Outubro de 2010 – Abril de 2013            |        |                                                                                 |       |
| Sami Turgeman     | Abril de 2013 – Outubro de 2015            |        |                                                                                 |       |
| Eyal Zamir        | 14 de outubro de 2015 – 6 de junho de 2018 |        |                                                                                 |       |
| Herzi Halevi      | 6 de junho de 2018 – 21 de março de 2021   |        |                                                                                 |       |
| Eliezer Toledano  | 21 de março de 2021 – 9 de julho de 2023   |        |                                                                                 |       |
| Yaron Finkelman   | 9 de julho de 2023 –                       |        |                                                                                 | [ 1 ] |